# Zolfeqaris herrgård

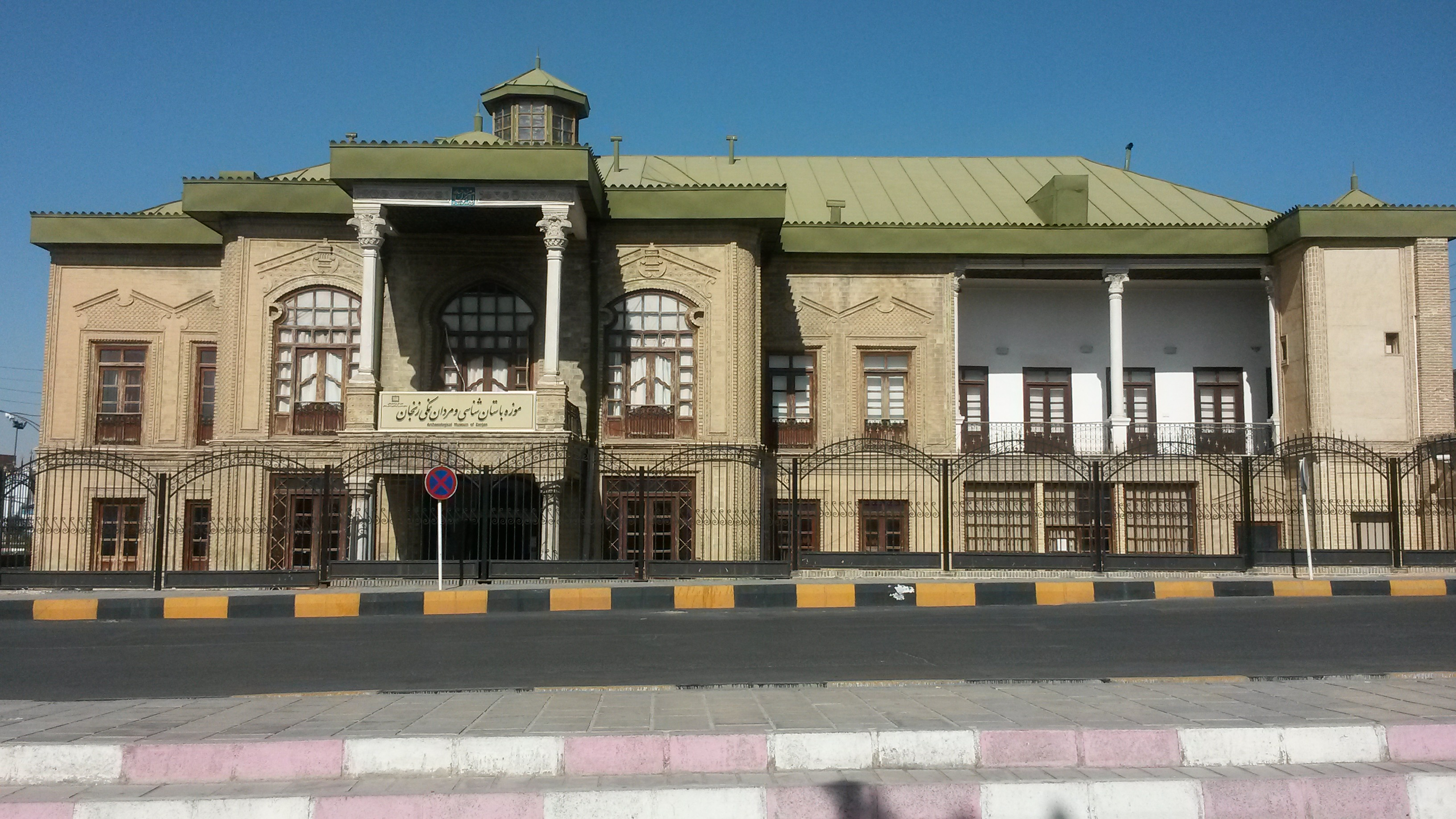
Zolfeqaris herrgård och museum.

Zolfeqaris herrgård (persiska: عمارت ذوالفقاری) ligger i ett av staden Zanjans gamla områden. Byggnaden har bestått av interna och externa sektioner, men idag finns endast den externa sektionen kvar.

## Bilder

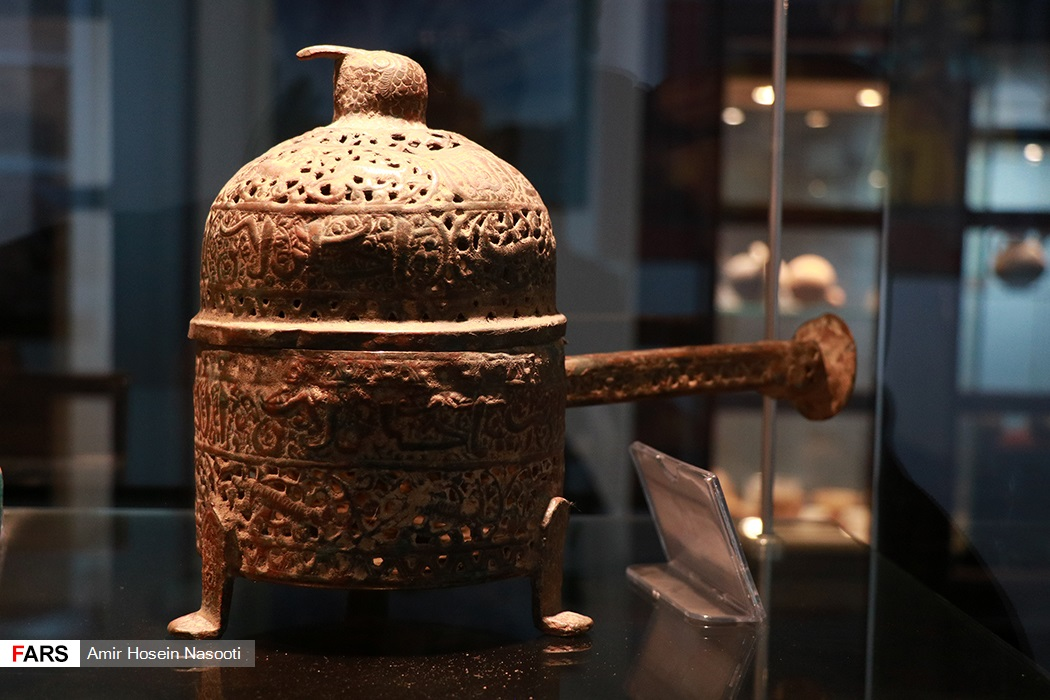
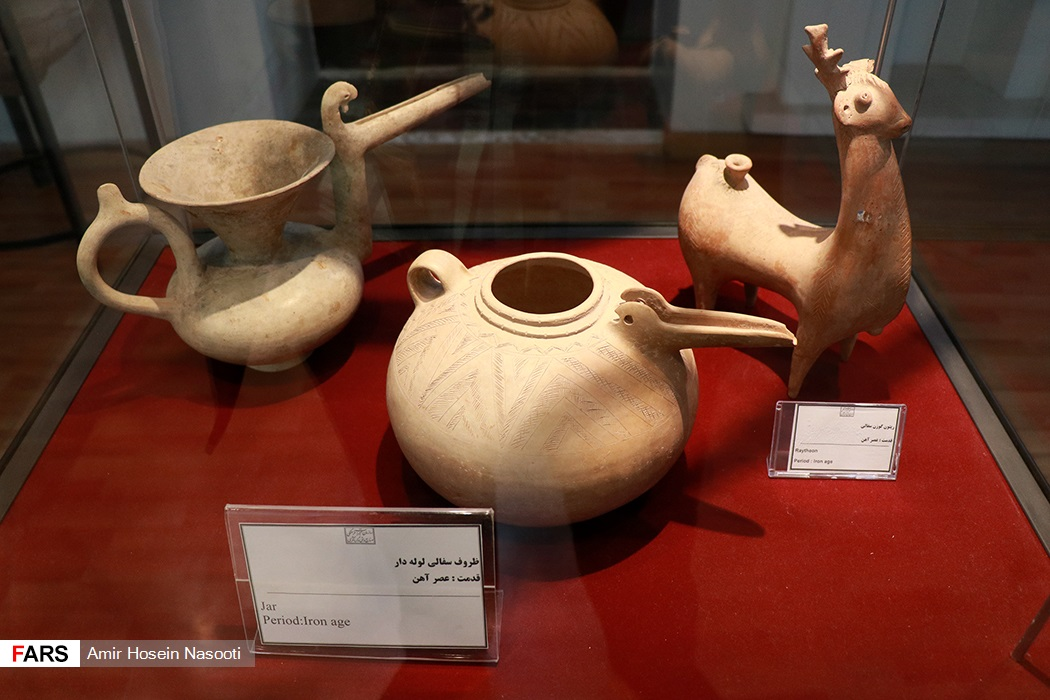
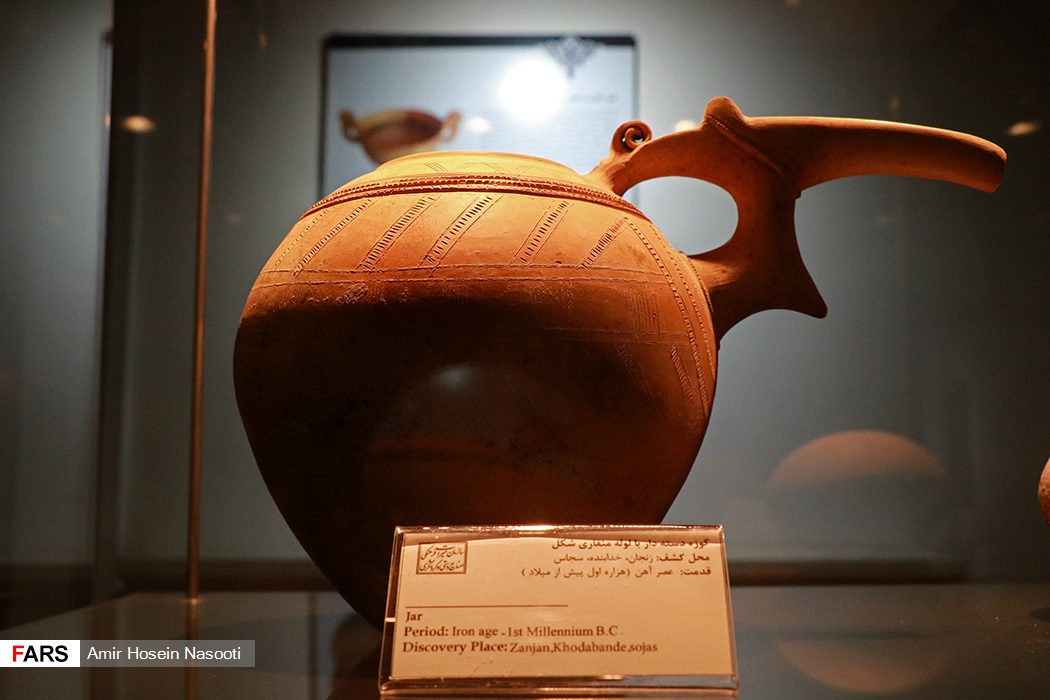
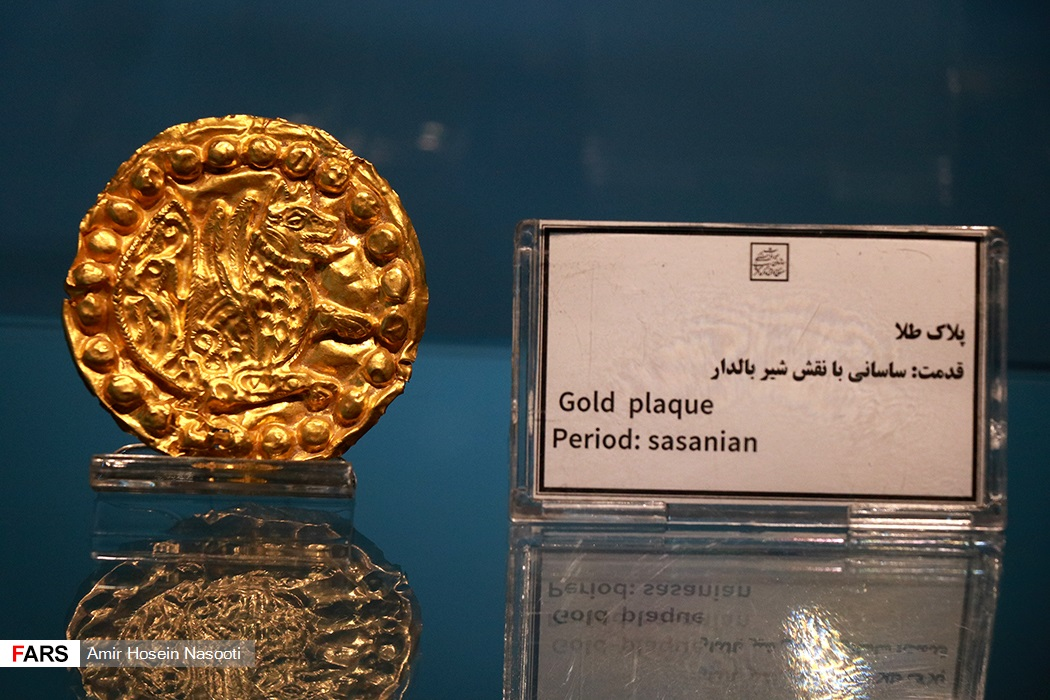
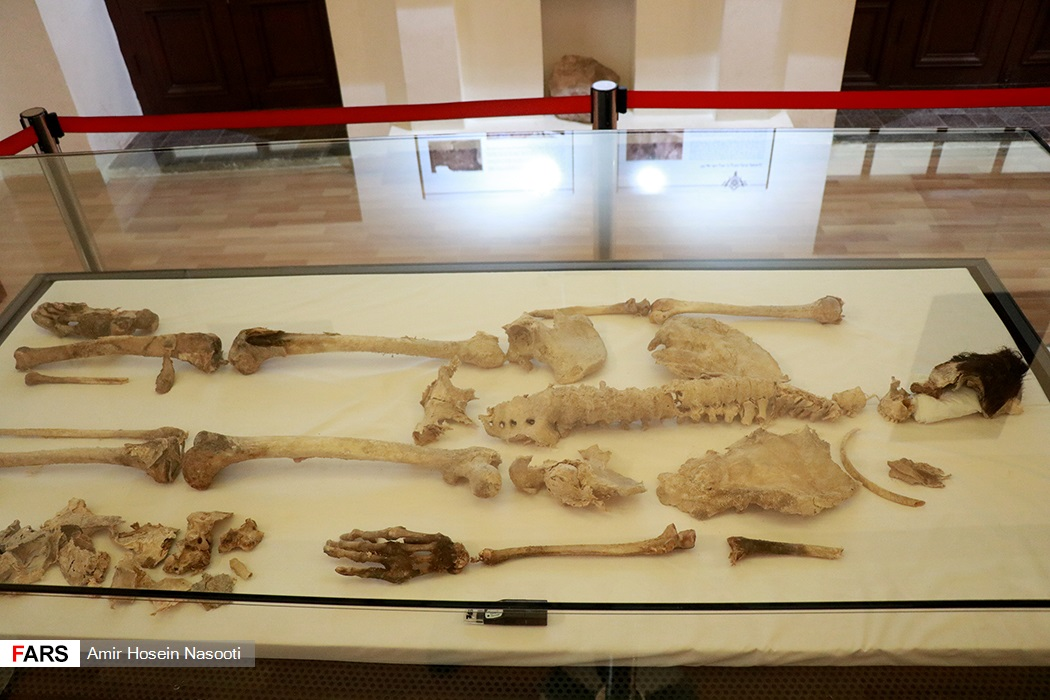